# Coenosia scissura
Coenosia scissura är en tvåvingeart som först beskrevs av Ma 1981.  Coenosia scissura ingår i släktet Coenosia och familjen husflugor. Inga underarter finns listade i Catalogue of Life.